# Télé-tirelire
La télé-tirelire (parfois désignée par l'anglicisme call-tv ou call television), est un type de jeu télévisé auquel les téléspectateurs peuvent participer par le biais d’un numéro de téléphone ou de SMS surtaxé. Le but est d'inciter au maximum le téléspectateur à appeler, afin de financer les programmes de la chaîne.

## La recherche d'interactivité
En France, une première émission basée uniquement sur le lien avec les téléspectateurs apparaît dès 1993, sur France 3 : Hugo Délire, présenté par Karen Cheryl, permet au jeune public de guider un personnage de jeu vidéo grâce au clavier de son téléphone.

## La télé-tirelire sur les chaînes hertziennes
Dès 1996, le groupe néerlandais Endemol développe des émissions destinées à boucher les trous des grilles aux heures creuses, pendant lesquelles le téléspectateur est régulièrement sollicité à s'inscrire sur un standard dans la promesse de passer à l'antenne et gagner de l'argent, en répondant à une question simple.
En 2001, TF1 lance Allô Quiz. Sous l'apparence d'un jeu culturel, le public est très régulièrement sollicité. L'autre grande chaîne privée, M6, se lance sur ce créneau avec Tubissimo, présentée comme une émission musicale, puis Star Six.
Par la suite, Canal+ et France 3 s'adonnent au genre, pour des périodes limitées. En 2005, M6 est la seule chaîne nationale française à encore diffuser ce genre de programmes (en 2006, elle ajoute même Club aux précédentes, et L'Alternative Live ainsi que Drôle de réveil ! en 2008. En août 2009, M6 supprime toutes ses émissions de télé-tirelire.

## L'arrivée d'AB Groupe sur le marché
Cependant, dès 2004, la toute jeune chaîne belge AB4 propose à ses téléspectateurs « Cadeaux Show » (l'émission est également reprise quelques mois sur le câble français, sur 'Zik). Pendant des heures entières, l'après-midi, les animateurs se succèdent pour parler de tout et de rien devant la caméra, et passer le temps entre deux candidats. Les jeux proposés sont d'un niveau très simple (compléter un mot dont il manque trois lettres, inverser des syllabes, etc.)  l'animateur n'hésitant pas à souffler la réponse.
Durant l'été 2006, le groupe AB décide de programmer massivement des émissions similaires sur toutes les chaînes de son réseau. Ainsi, chaque jour, L'Appel Gagnant (tourné à Budapest dans les locaux de la société hongroise Telemedia) monopolise près de quinze heures d'antenne, toutes chaînes confondues, entre NT1, AB1 (chaînes de la TNT), RTL9 ou AB Moteurs. Dès septembre 2006, sous la pression du CSA, ces émissions sont fortement réduites (à l'exception de RTL 9, diffusée depuis le Luxembourg), jusqu'à disparaître le 29 novembre 2006, à la suite de réclamations faites au CNP (CSA luxembourgeois) qui a ouvert un dossier et a demandé des explications à la chaîne RTL9 (licence luxembourgeoise).
L'Appel Gagnant refait son apparition dans les grilles d'RTL9 et de NT1 à partir de la nuit du 18 au 19 juin 2007. Il s'agit d'une version produite en interne. La nuit, la télé-tirelire proposée est La nuit est à vous.
La Nuit est à vous est arrêté le 13 octobre 2007 sur RTL9 et NT1. Le CNP dans la lettre envoyée au directeur de la CLT-Ufa, avait employé le terme « d'arnaque » pour qualifier le format La Nuit est à vous. La télé-tirelire a cessé d'être diffusée par le groupe AB. Le groupe arrête ainsi toute son activité de télé-tirelire sur ses chaînes.

## La télé-tirelire en Belgique
Du côté francophone de la Belgique, la chaîne AB4 (groupe AB) diffuse L'Appel gagnant de 22h30 à 00h30 toute la semaine et le week-end.
AB4 continue à diffuser ces jeux depuis mi-octobre 2006.
L'Appel gagnant et 1, 2, 3 Quiz (émission supprimée) sont tournés depuis les studios de la société 3 Circles Media implantée à Amsterdam.
Trois présentatrices françaises, Angélique, Mathilde et Mylène, animent l'émission L'Appel gagnant à tour de rôle.
Même si le nombre d'appelants à la minute figure à l'écran, les animatrices n'hésitent pas à inciter les téléspectateurs à appeler massivement et parfois, les solutions aux jeux sont donnés à l'antenne par les animateurs[réf. nécessaire].
En Belgique, le téléspectateur n'a pas la possibilité de se faire rembourser le coût de l'appel qui est de 1 euro depuis une ligne fixe et de 2 euros maximum depuis un mobile.
Depuis le 1er janvier 2007, l'arrêté royal du 16 octobre 2006 cadre tous les jeux de télé-tirelire en Belgique.
L’obligation de placer le règlement du jeu sur la page Télétexte ainsi que le site Internet de la chaîne et de mettre à disposition gratuitement à qui le souhaite la version papier du règlement.
Ce règlement doit mentionner la possibilité d'une plainte à la Commission des jeux de hasard et mentionner les coordonnées de la commission où cette plainte peut être introduite.
Pendant la diffusion du jeu, les informations suivantes doivent être affichées en continu, de manière lisible et explicite : 
- Le tarif le plus élevé possible par participation;
- Le fait que la participation au jeu n'est possible que par téléphone et par sms unique sous la forme « d'envoi-réponse »;
- Le renvoi au règlement du jeu sur leurs pages du télétexte et sur leur site Internet, avec mention d’un numéro de téléphone gratuit mis en service pour obtenir gratuitement le règlement du jeu et où une plainte peut être déposée;
- Tous les prix et la manière dont ils peuvent être remportés; gain maximum de 5 000 €
- L'interdiction pour les mineurs de participer;
- Le nombre total de joueurs qui participe à chaque moment de la durée du jeu.
- Il doit avertir les téléspectateurs que jouer de manière excessive comporte un risque de dépendance et doit également attirer l’attention sur le fait que l’on ne doit pas jouer au-delà de ses moyens financiers
- Il doit s’abstenir d’encourager les téléspectateurs à jouer de manière excessive.

De surcroît, la chaîne souhaitant diffuser un jeu de télé-tirelire doit déposer un dossier auprès de Commission des jeux de hasard qui étudiera le dossier et donnera son autorisation ou pas à la chaîne de diffuser son jeu.
À noter que la chaîne AB4 avait commencé à diffuser une émission de télé-tirelire légèrement érotique La Nuit est à vous après minuit sans avoir l'approbation de la Commission des Jeux de hasard. La Nuit est à vous aura duré l'espace de quelques nuits et a cessé depuis lors à la suite de réclamations de téléspectateurs auprès de la Commission des Jeux de hasard.
MCM Belgique diffusait le jeu Allo C'est Quiz, présenté depuis le printemps 2006 par les sœurs jumelles belges Anouk et Jenny anciennes candidates de l'émission Bachelor 3 diffusé sur M6 en 2005.
L'émission était diffusée depuis les studios de la société Eye-Catch SA et Maxcom AG (gestionnaire des numéros d'appels) situées à la même adresse à Lucerne dont le siège social est à Baar situé dans le canton de Zoug, paradis fiscal avec de nombreuses holdings et sociétés boîtes aux lettres.
Le jeu Allo c'est Quiz a cessé d'être diffusé début 2007. MCM Belgique n'a pas reçu l'approbation de la Commission des Jeux de Hasard et l'émission a cessé du jour au lendemain début 2007.
Le groupe RTL Belgium diffuse sur la première chaîne privée francophone, RTL-TVI, un jeu de télé-tirelire appelé « Allo Cadeaux » du lundi au vendredi de 10h à 11h40 et le samedi de 11h20 à 12h20. L'émission est également diffusée en France, en direct, sur la chaîne JET.
Un autre jeu Jeux de Nuit est diffusé tous les jours, du lundi au dimanche, entre +/- 01h00 et +/-02h30 du matin et cette émission est également diffusée en France, en direct, sur la chaîne JET.
Plusieurs numéros (téléphone et SMS) pour participer aux émissions sont affichés selon que le téléspectateur soit français ou belge. Ces jeux sont coordonnées par la société i-TV Shows dont le siège social est établi à Bruxelles.
Le 16 janvier 2014, RTL Belgium annonce la fin des émissions de call-tv sur l'ensemble des chaînes du groupe RTL Belgium et ce à partir du 28 février 2014. Cependant, le groupe décide de reprendre à l'antenne ces émissions à partir du 20 octobre 2014 avec notamment Jeux de nuit (diffusé à partir de minuit pour une durée de 2 h environ).
Le 8 octobre 2022, RTL Belgium, de par son rachat par DPG-Rossel, met un terme définitif aux émissions de call-tv nocturnes, remplacées par du télé-achat ou une boucle de nuit.
Du côté néerlandophone de la Belgique, la plupart des chaînes proposent des jeux de télé-tirelire 
(excepté les chaînes publiques de la VRT).
La première chaîne privée néerlandophone VTM propose en journée et le soir après minuit une émission de télé-tirelire.
Sa petite sœur cadette, Kanaal 2, propose le même jeu avec des noms différents (Time II play, Quiz LIVE, Woordzoeker) le soir ; l'animatrice est la même que sur VTM et le numéro d'appel est identique. Ces émissions sont diffusées depuis les studios de la société Rosegarden Studios implantés à Hilversum aux Pays-Bas.
VT4 diffuse le matin, l'après-midi et le soir après minuit un jeu de télé-tirelire intitulé Belspel.
Vijf TV propose le même jeu Belspel le matin, l'après-midi et le soir.
À noter que le soir, le même feed est diffusé sur les deux chaînes (même présentatrice, même numéro de téléphone).
Ces émissions sont diffusées depuis les studios de la société 2waytraffic à Hilversum aux Pays-Bas 
La Commission des Jeux de Hasard a reçu de nombreuses plaintes de téléspectateurs. Des tricheries flagrantes de la part des animatrices ont été constatées ; VT4 et Vijf TV font l'objet d'une étroite surveillance de la part de la Commission des Jeux de Hasard[réf. nécessaire].
VT4 et Vijf TV sont deux chaînes du groupe privé SBS Belgium ; SBS a été racheté en juillet 2007 par le groupe allemand de télévision ProSiebenSat.1 sera présent dans 13 pays européens et comptera 24 chaînes de télévision gratuites, 24 chaînes de télévision payantes et 22 radios. Il touchera plus de 77 millions de téléspectateurs et deviendra le numéro deux de la télévision dans l'Union européenne.
Het Nieuwsblad rapporte dans son édition du 20 janvier 2014 qu'Endemol Belgique est poursuivi par le fisc belge pour fraude fiscale et que la société doit la somme de 6 millions d'euros.

## La télé-tirelire aux Pays-Bas
Le groupe RTL Nederland diffusant RTL 4, RTL 5, RTL 7 et RTL 8 et le groupe SBS Nederland possédant les chaînes NET 5, Veronica et SBS 6 diffusent depuis des années des jeux de télé-tirelire.
RTL propose plusieurs déclinaisons des jeux de télé-tirelire : Lijn 4 (RTL4) Live op 4 (RTL4) 5Live (RTL5) 
8Live (RTL8). Ces jeux sont proposés durant en journée et en soirée.
Quant à SBS Nederland, il diffuse les jeux suivants : Cash Smash (SBS6) Win & Pin (NET5/SBS6) 
Magic Money (SBS6)(la nuit).
Depuis l'entrée en vigueur du code de conduite des jeux, les diffuseurs sont obligés de changer le nom des jeux tous les 13 jours.
Septembre 2007: Le FIOD (Service d'inspection du fisc néerlandais) a mené des investigations dans les locaux de RTL, SBS, d'Endemol Nederland et 2 Way Traffic (producteur de jeux de télé-tirelire)
Le FIOD était à la recherche de matériels en relation avec les scénarios des jeux, les schémas des émissions de télé-tirelire, les coûts et les gains apportés par ces jeux de télé-tirelire[réf. nécessaire].
Le 9 octobre 2007, RTL a fait savoir qu'à partir du 1er novembre, les jeux de télé-tirelire ne seraient plus diffusés sur ces chaînes. Le 1er novembre 2007 RTL Nederland cesse d'émettre tous les jeux de télé-tirelire diffusés sur ses chaînes.
Les jeux de télé-tirelire ont fait couler beaucoup d'encre aux Pays-Bas[réf. nécessaire].
Cet arrêt fait suite à une lettre adressée par Het Openbaar Ministerie (Ministère Public Néerlandais) aux groupes RTL Nederland et SBS Nederland. Le groupe SBS Nederland ne s'est pas prononcé sur le sujet.
Si une fraude est découverte, le montant de l'amende peut s'élever à € 670.000, information diffusée sur le site du Ministère Public Néerlandais[réf. nécessaire].

## JET, chaîne 100% Jeux
Dès son lancement en octobre 2006, la chaîne JET, pour Jeux et Télévision, comble les espaces entre les rediffusions de jeux célèbres (L'Académie des neuf, etc.) par des programmes de télé-tirelire. Depuis son reformatage (V2) en 2007, la télé-tirelire, plus rentable, y occupe une place dominante avec près de 10 heures de programmes de télé-tirelire par jour.

## Call TV et L'instant gagnant au Québec
Call TV au Québec est présentée sous forme d'infopublicité payée diffusée sur le réseau V tous les jours de 23h30 à 1h30 et produite en direct par la société Mass Response Service GmbH à Vienne en Autriche. Le concours est ouvert aux résidents du Canada.
Le concept de Call TV est apparue la première fois au public le 1er juin 2009 sur le réseau TQS, qui a ensuite changé de nom pour V à la rentrée le 30 août 2009, qui coïncide avec la date de dernière diffusion de cette infopublicité pour l'été 2009. Au cours de ces 3 mois, Call TV a reçu au-delà de 185 plaintes auprès du Conseil canadien des normes de la radiotélévision (CCNR) à la suite des résultats de certains jeux douteux qui contreviennent aux lois canadiennes.
Après avoir révisé les règlements des jeux, Call TV est revenu en ondes le 5 avril 2010 avec de nouvelles animatrices, un site web revampé contenant les solutions des 3 dernières émissions ainsi qu'une ligne d'information 1-800 sans frais. L'émission disparaît des ondes après celle du 22 décembre 2011, date de fin de contrat, et les animatrices sont renvoyées au Québec une semaine plus tard.
Un mois et demi après la disparition de Call TV, une nouvelle émission interactive de fin de soirée apparaît dans la même case horaire dès le 6 février 2012 sous le nom de L'instant gagnant. Elle est produite par Telemedia InteracTV Limited en direct des studios de Budapest en Hongrie, mais immatriculée à La Valette à Malte, un paradis fiscal. La formule reste la même quoique légèrement modifiée.

## Play TV Canada
Une version similaire à Call TV au Canada anglais appelée Play TV Canada était diffusée sur la station de Toronto du réseau Global entre juillet 2009 et le 26 mars 2010 les vendredis et samedis soirs après minuit. Le CCNR a reçu 42 plaintes concernant cette émission et a rendu une décision aussi sévère que Call TV au Québec le 1er avril 2010.
Exemple d'un jeu de l'émission du 12 décembre 2009 qui a été visionné par les membres de la CCNR (traduit de l'anglais):
- 4 filles voyagent dans un autobus
- dans chaque main, elles tiennent 4 paniers
- dans chaque panier il y a 4 chats
- chaque chat possède 3 chatons
- un chat s'enfuit
- Combien de pieds (pattes) y a-t-il dans l'autobus?

Après avoir reçu 98 appels en ondes avec une réponse incorrecte, l'animateur a donné la réponse à la fin de l'émission qui était écrite sur un papier dans une enveloppe: 1359. Un des plaignants mentionne que la réponse est illogique étant donné que les humains et les chats ont des pieds et des pattes en multiple de 2. Peu importe la démarche, qui n'a pas été révélée, ce qui est inquiétant c'est que la réponse était un chiffre impair.

## Sacré Jeu - TVM3 (Suisse Romande)
Depuis le 14 avril 2014, la chaîne TVM3 diffuse tous les soirs entre 22 heures et minuit l'émission Sacré jeu produite depuis les studios hongrois de Telemedia (Hongrie).
Les questions sont du même ordre que celles proposées à l'époque de L'Appel gagnant.
Le règlement est consultable sur internet 
Exemple de la nuit du 20 juillet 2014 : Trouvez quelque chose de blanc dans l'enveloppe. La réponse était Mascares. La téléspectatrice qui est passée à l'antenne à 23h58 a remporté CHF 100, pendant près de 45 minutes, aucun appel n'a été transféré vers le studio. Sacré jeu renoue avec les rouages de l'époque de L'Appel gagnant, les solutions impossibles à trouver (jeux de triangles), le peu de téléspectateurs transférés vers le studio.
Exemple de la nuit du 24 juillet 2014 : Trouvez une marque d'automobile contenant la lettre O. La cagnotte était de CHF 9000. Les réponses étaient Lozier, Mohs et Opel. Seule la réponse Opel a été trouvée par une téléspectatrice.
En date du 25 juillet 2014, le jeu consistait à trouver un pays contenant la lettre A et la cagnotte était de CHF 5000. La réponse était État Plurinational de Bolivie. Aucun gagnant.
Le numéro surtaxé (CHF 1.99 par appel) à appeler pour participer appartient à  Eso TV qui appartient à Telemedia (Hongrie).
Eso TV fait appel à I-Forward qui lui sert de boîte postale en Suisse.

## People magazineTVM3 (Suisse Romande)
Depuis le 1er juillet 2014, un nouveau jeu de call-tv est proposé sur TVM3. Il s'agit de People Magazine, l'actualité people est traité pendant quelques minutes alors que l'émission dure près d'une heure.
L'émission est produite par Telemedia (Hongrie).
Le règlement est consultable sur internet .
Le numéro surtaxé (coût de l'appel : CHF 1.99) est le même que celui à appeler pour participer à Sacré jeu. Ce numéro appartient à Eso TV qui appartient à Telemedia (Hongrie) et qui fait appel à I-Forward  implanté à Schlieren qui lui sert de boîte postale en Suisse.
En date du 26 juillet 2014, le jeu consistait à trouver une marque de voiture contenant la lettre A. La réponse gagnante était Rosengart et la cagnotte était de CHF 3000. Il n'y a eu aucun gagnant.
L'émission n'est plus diffusée depuis le 27 juillet 2014.